# Желанная, Инна Юрьевна
Инна Юрьевна Желанная (20 февраля 1965, Москва) — российская фолк-рок певица, основательница группы Farlanders (1994—2004), также известна как солистка группы Альянс в 1990—1992 годах.

## Биография
Ещё в студенческие годы Инна Желанная начала выступать с музыкальными группами. Вначале девушка присоединилась к коллективу «Фокус», а в 1987 году создала собственную группу «М-Депо». С последней успела записать альбом, получивший название «Депрессия».
В 1989 году Инна начала своё сотрудничество с рок-группой «Альянс». В это же время она увлеклась народными песнями и мелодиями, с которыми её познакомил певец и мультиинструменталист Сергей Старостин. Вскоре Старостин также присоединяется к группе «Альянс», привнеся в музыку группы сильный этнический элемент. В 1991 году выходит альбом группы «Сделано в белом», на котором записаны четыре песни Желанной: «Только с тобой», «Дальше», «До самого неба» и «Сестра». В том же году выходит на экраны художественный фильм «Кикс» режиссёра Сергея Ливнева, в котором все четыре композиции использованы в качестве саундтрека. В 1994 г альбом «Сделано в белом» получает Гран-При Радио Франции (Radio France International) в номинации «Лучшая поп- и рок-музыка на Востоке», и по приглашению французского радио Инна Желанная и группа «Альянс» выступают на большом концерте лауреатов в Париже.
Параллельно работе с «Альянсом» принимает участие в записи альбома «Шестой лесничий» группы «Алиса» как бэк-вокалистка.
В период 1992—1994 не гастролирует в связи с рождением в 1992 году сына Вани, но успевает посотрудничать с группой из Фрязина «Високосный год» как автор двух песен — «Родная кровь» (перекочевавшую из репертуара «М-Депо») и «Отражение неба».
В 1994 году Инна Желанная создаёт свой коллектив совместно с участником «Альянса» басистом Сергеем Калачёвым. Основу группы, созданной в 1994 году Инной Желанной, составили музыканты легендарной рок-группы «Альянс», хорошо известной в 80-х и начале 90-х годов. В состав группы вошли Сергей Клевенский (кларнет) и Сергей Старостин.
В 1995 году выходит её первый CD «Водоросль». В 1996 одна из песен альбома — «Дальше», была включена в CD-сборник «One World» американской фирмы «Putumayo World Music», в которой представлены такие музыканты, как Peter Gabriel, Gipsy Kings, Bob Marley, Johnny Clegg, Юссу Н’Дур, Angelique Kidjo и другие.
В поддержку выхода этого альбома группа выступает в США, на фестивале One World в Вашингтоне, а также в Нью-Йорке и южных штатах восточного побережья США. Кульминацией американского тура становится выступление в Атланте на открытии Олимпийских Игр.
В октябре 1998 года московская компания GreenWave Records выпустила CD «Иноземец», записанный в Голландии. Впоследствии этот альбом был по лицензии издан в США (фирмой Shanachie под названием Inna And The Farlanders: «The Dream Of Endless Nights») и Германии (фирмой Jaro под названием Farlanders: «The Farlander»). Группа начинает называть себя FARLANDERS и под этим именем в течение последующих 6 лет даёт концерты за рубежом.
В конце 1998 года группа выступает на крупнейшем в мире форуме этнической музыки Worldwide Music Expo (WOMEX) в Стокгольме, после чего получает множество приглашений из различных стран. В 1999 году группа во второй раз посещает США в рамках нового концертного тура (Вашингтон, Нью-Йорк, Бостон, Лос-Анджелес, Сан-Франциско).
С 1998 года группа FARLANDERS принимает участие во множестве фестивалей этнической, джазовой, поп- и рок-музыки, выступает в Германии, Великобритании, Франции, Испании, Бельгии, Голландии, Дании, Финляндии, Швейцарии, Австрии, Сербии, Словении, Польше (включая концерт на знаменитом Сопотском фестивале), Чехии, Сингапуре, даёт 20 концертов на площадках Эдинбургского фестиваля в Шотландии. О группе снимают телепередачи и документальные фильмы, её концерты транслируют европейские радио- и телекомпании — BBC (Великобритания), ZDF, NDR, WDR, Radio Bremen (Германия), Radio FranceInternational (Франция), Radio Netherlands (Нидерланды), Польское и Чешское телевидение. Статьи и рецензии печатают Rolling Stone, Los Angeles Times, San Francisco Chronicle, Village Voice (США), Scotsman, Herald (Великобритания), Frankfurter Rundschau,Frankfurter Allgemeine Zeitung (Германия).
Альбом «Иноземец» попадает в список лучших world music релизов 1998 и 1999 годов — World Music Charts Europe (по опросу European Broadcasting Union). Концерт группы в Вуппертале (Германия) в октябре 1999 года включён немецким музыкальным журналом Folk World в десятку лучших концертов 1999 года.
В 2000 году компания GreenWave выпускает первый концертный альбом — «Moments», записанный во время выступления в клубе «Moments» в Бремене осенью 1999 года.) Этот же диск (с несколько иным набором песен) был одновременно издан в Германии (компания JARO). Саунд-продюсером альбома стал Илья XMZ, основатель группы MALERИЯ. С 1998 года он начинает работать постоянным звукорежиссёром концертных выступлений группы, благодаря чему существенно меняется звучание коллектива.
В 2001 году JARO переиздаёт диск, записанный в начале 90-х годов группой «Альянс» совместно с норвежской певицей, звездой «world music» Мари Бойне. В версии JARO диск называется «Winter In Moscow» (Mari Boine, Inna Zhelannaya, Sergey Starostin).
В 2002 году выходит акустический диск «Танцы теней» (Инна Желанная — Сергей Калачёв), состоящий из песен Калачёва на стихи Желанной.
В конце 2003 года записан новый студийный альбом группы — «Вымыслы», полностью составленный из обработок русского фольклора. Альбом выпущен компанией GreenWave в январе 2004 года.
В конце 2004 года Желанная готовит праздничный концерт, посвящённый 10-летию группы. В юбилее приняли участие музыканты Алексей Айги (скрипка), Аркадий Шилклопер (валторна, флюгельгорн, альпийский рог), Аркадий Марто (электроника, клавишные), Иван Смирнов (акустическая гитара), Андрей Мисин (вокал, акустическая гитара), Лев Слепнер (маримба) и другие. Концерт был снят, впоследствии смонтирован И. Желанной и в 2006 году под названием «Инна Желанная и Farlanders. 10 лет» был издан в формате ДВД.
Сразу после юбилейного концерта Желанная распускает свой коллектив. Позже они собрались вместе только один раз — это был концерт в рамках Театрального фестиваля GOLDENMASK при участии Трея Ганна (Trey Gunn, «King Crimson») 2 апреля 2005 года.
Летом 2005 года завершена работа над совместным альбомом ЖЕЛАННАЯ/МALERИЯ «77RUS». Альбом состоит целиком из русских песен Тверской области, оригинальный материал предоставлен Сергеем Старостиным из его собственных архивов.
Осенью 2006 года Инна Желанная начинает поиск музыкантов для новой группы, и уже в феврале 2007-го состоялась презентация нового музыкального проекта.
Инна Желанная по-прежнему работает с аутентичным народным материалом, но музыка группы уже не поддаётся привычным жанровым определениям — в ней сочетаются элементы прогрессивного рока, джаза, транса, электроники, психоделики.
В ноябре 2009 выходит сольный альбом Желанной «Кокон» с участием Трея Ганна (гитара Уорра (Warr guitar), США, ex-King Crimson). Через год «Кокон» был переиздан по лицензии в США на лейбле «7DMedia».
В октябре 2014 года выходит двойной альбом «Изворот», получивший хорошие отзывы у музыкальных критиков и коллег.
В мае 2017 года Инна Желанная совместно с тремя вокалистками-народницами (Маргаритой Кожеуровой, Светланой Лобановой, Алёной Лифшиц) и Сергеем Grebstel-ем Калачёвым, выполняющим роль аранжировщика и барабанщика, представила публике арт-проект «ВИЛЫ». Впоследствии Светлану Лобанову заменила Алиса Романова.
С апреля 2023 года ведет авторскую программу «На грани фолка» на Радио России.
Входит в число членов жюри фестиваля фольклорно - этнической  музыки  "Мир Сибири", который проводится в с. Шушенское (Красноярский край) с 2003 года.

## Дискография

### Альбомы
| № | Год выпуска | Название      | Лейбл            | Комментарий                                        |
| - | ----------- | ------------- | ---------------- | -------------------------------------------------- |
| 1 | 1995        | «Водоросль»   | General Records  |                                                    |
| 2 | 1998        | «Иноземец»    | Green Wave       |                                                    |
| 3 | 2000        | «Moments»     | Green Wave       |                                                    |
| 4 | 2002        | «Танцы Теней» | Green Wave       |                                                    |
| 5 | 2004        | «Вымыслы»     | Green Wave       |                                                    |
| 6 | 2008        | «Зима»        | Inasound Records | запись концерта в МХАТ им. М. Горького, 03.06.2007 |
| 7 | 2009        | «Кокон»       | Inasound Records |                                                    |
| 8 | 2014        | «Изворот»     | Inasound Records |                                                    |
| 9 | 2022        | «Крапива»     | Zion Music       | Арт-проект «Вилы»                                  |

### Совместные альбомы
| № | Год выпуска | Название                      | Лейбл            | Участники                                                 | Комментарий                                                                                |
| - | ----------- | ----------------------------- | ---------------- | --------------------------------------------------------- | ------------------------------------------------------------------------------------------ |
| 1 | 1987        | «Депрессия»                   |                  | Группа «М-Депо», вокалистка — Инна Желанная               | магнитоальбом                                                                              |
| 2 | 1992        | «Сделано в белом»             | BSA Records      | Альянс, Инна Желанная                                     |                                                                                            |
| 3 | 1992        | «Mari Boine med band Allians» | RCA / BMG Ariola | Инна Желанная, Сергей Старостин, Мари Бойне, Андрей Мисин | Также издавался как «Mote i Moskva» 1992, «Joik and Moscow» 1993, «Winter in Moscow» 2001. |
| 4 | 2006        | «77RUS»                       | Никитин          | Инна Желанная, Malerия                                    |                                                                                            |

### Сборники
| № | Год выпуска | Название                | Лейбл         | Комментарий |
| - | ----------- | ----------------------- | ------------- | ----------- |
| 1 | 2003        | «Легенды русского рока» | Moroz Records |             |
| 2 | 2007        | «The Best»              | Никитин       |             |
| 3 | 2007        | «Любовное настроение»   | Никитин       |             |

## Видеоклипы
| Год  | Название | Режиссёры(ы) | Альбом |
| ---- | -------- | ------------ | ------ |
| 2011 | Бай      | Вадим Шатров | сингл  |